# Red Faction: Guerrilla
Red Faction: Guerrilla is een computerspel ontwikkeld door Volition, Inc. en gepubliceerd door THQ.

## De inleiding van het verhaal
In het jaar 2075 ontvangt de Earth Defense Force een noodsignaal van een kleine mijnbouwnederzetting op Mars. Een groep rebellen die zichzelf de Red Faction noemen, hebben na jaren van onderdrukking de wrede Ultor Corporation omver geworpen. Als reactie hierop stuurt de EDF een vloot oorlogsschepen naar Mars om de mijnwerkers te bevrijden, Ultor voor het gerecht te slepen en de orde te herstellen in de Marskoloniën. Om de veiligheid van de net bevrijde kolonisten te garanderen, heeft de EDF overal op de planeet commandoposten en bases opgezet.
Aanvankelijk ging het onder de heerschappij van de EDF goed met de Marsbewoners: de kolonisten bouwden boerderijen, stichtten steden en onafhankelijke mijnen, en begonnen aanspraak te maken op delen van Mars. De afgelopen 50 jaar is er echter veel veranderd. Het tactloze optreden van de EDF heeft veel kwaad bloed gezet bij de mijnwerkers en kolonisten op Mars. De kolonisten worden uit hun huizen verdreven en hun mijnconcessies worden afgenomen door hebzuchtige bedrijven afkomstig van de aarde. Ontevreden pioniers hebben stakingen en protestacties georganiseerd, die de EDF weer heeft beantwoord met een avondklok, detentiecentra, kloppartijen en massa-arrestaties. Naarmate het ongenoegen groeit, begint het geweld te escaleren. Een klein aantal revolutionairen heeft een groep gevormd die opereert onder de naam Red Faction. En hoewel de vijand nu een andere is, is hun motto hetzelfde: Beter rood dan dood.

## Gameplay
In Red Faction: Guerrilla kan de speler lopen, springen, voertuigen stelen en wapens gebruiken. Het spel heeft onder andere bazooka's, machinegeweren, mokers, en andere geïmproviseerde wapens gemaakt door de mijnwerkers.
Net als de vorige Red Faction spellen heeft ook deze voertuigen. Het zijn er meer dan 34: onder andere een jetpack, een truck met zes wielen en een stappende constructie robot.
Het spel heeft een multiplayer mode waarmee maximaal zestien spelers tegelijkertijd kunnen spelen.

### Multiplayer
Het spel kan gespeeld worden met maximaal 16 personen. Online wordt gewerkt met een experience systeem. Met het experience systeem kun je bepaalde dingen vrijspelen. De multiplayer bevat verschillende game modes. Het spel bevat de volgende game modes:
- Anarchie: Het doel is om zo veel mogelijk vijanden te vermoorden.

- Verover de vlag: De speler moet de vlag van zijn tegenstander veroveren en naar zijn of haar eigen basis brengen.

- Schadebeperking: Twee teams strijden om de controle over drie doelen. Het doel is om vijandenlijke doelen te verwoesten.

- Overwinning: Twee teams moeten om de beurt doelen op een kaart aanvallen of verdedigen. Aanvallers gebruiken alle middelen die ze te pakken kunnen krijgen om alles wat ze zien neer te halen, terwijl de verdedigers moeten zien stand te houden. De winnaar is het team dat het meeste vernietigt.

- Vernietiging: Eén speler wordt aangewezen tot vernietiger. De vernietiger moet de omgeving verwoesten terwijl het andere team de vernietiger probeert te vermoorden.

- Toeschouwer: Hier kan de speler matches bekijken.

### Wrecking Crew
Wrecking Crew bevat verschillende modes zoals onder andere:
- Vatenrace: De speler moet zo snel mogelijk vaten vernietigen om een ronde te winnen. De speler krijgt zestig seconden om vijf rode vaten te vernietigen. De ronde is over wanneer de tijd voorbij is of alle roden vaten zijn vernietigd. Er zijn ook blauwe vaten verspreid over het level deze zijn bonuspunten waard zijn.

- Totale Chaos: De speler moet zo veel mogelijk schade veroorzaken om een ronde te winnen binnen één minuut en met onbeperkte ammunitie.

- Dolle destructie: Het doel is om zo veel mogelijk schade te veroorzaken. De speler krijgt drie minuten, maar elk schot dat afgevuurd wordt met een wapen en elke activering van de jet-pack kost tijd.

- Escalatie: De speler heeft een beperkte hoeveelheid munitie om zo veel mogelijk schade te veroorzaken. Elke volgende ronde heeft de speler minder munitie en minder tijd.